# 와라촌
와라촌(일본어: 和良村)은 일본 기후현 구조군에 설치되었던 촌이다. 2004년 3월 1일에 구조군의 7정촌이 합병해 구조시가 성립해 와라촌은 폐지되었다.

## 지리
나라의 특별 천연 기념물인 일본장수도롱뇽이 서식하는 와라 강이 흐르고 있다.

## 역사
- 1894년 7월 21일 - 11개촌이 합병해 성립하였다.
- 1972년 12월 12일 - 제33회 일본 중의원 의원 총선거를 통한 선거법 위반 혐의로 촌장, 조역, 촌의회 의장, 촌의원 등이 체포되었다.
- 1973년 1월 17일 - 촌의회가 자주 해산. 선거사범 조사를 받은 의원이 정수 12명 중 9명에 달했다.
- 2004년 3월 1일 - 야마토 정·시라토리 정·다카스 촌·미나미 촌·메이호 촌·하치만정과 합병해 구조시가 성립하였다. 동일 와라촌은 폐지되었다.

## 교통

### 철도
- 나가라가와 철도 에쓰미난 선

### 도로
- 국도 제256호선

## 참고 문헌
- 角川日本地名大辞典編纂委員会,『角川日本地名大辞典 21 岐阜県』1980, 角川書店